# Fresne-Saint-Mamès
Fresne-Saint-Mamès é uma comuna francesa na região administrativa de Borgonha-Franco-Condado, no departamento de Alto Sona. Estende-se por uma área de 9,95 km². Em 2010 a comuna tinha 504 habitantes (densidade: 50,7 hab./km²).